# Phytelephas macrocarpa
Phytelephas macrocarpa là loài thực vật có hoa thuộc họ Arecaceae. Loài này được Ruiz & Pav. miêu tả khoa học đầu tiên năm 1798.

## Hình ảnh

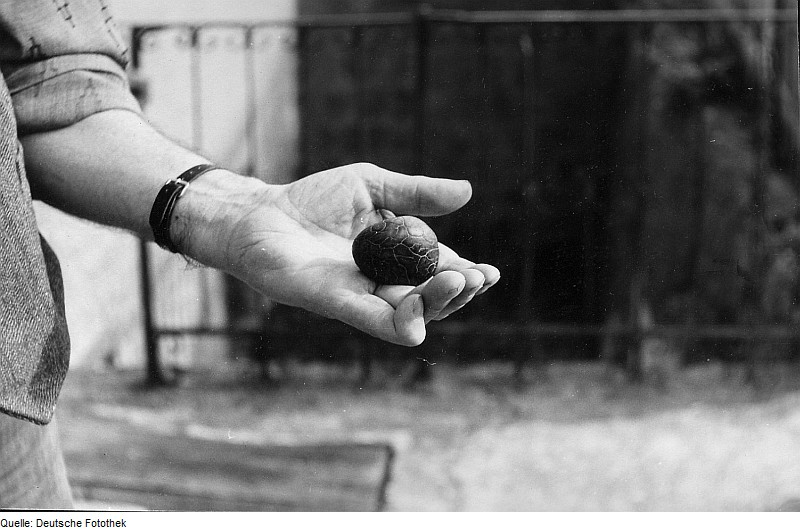
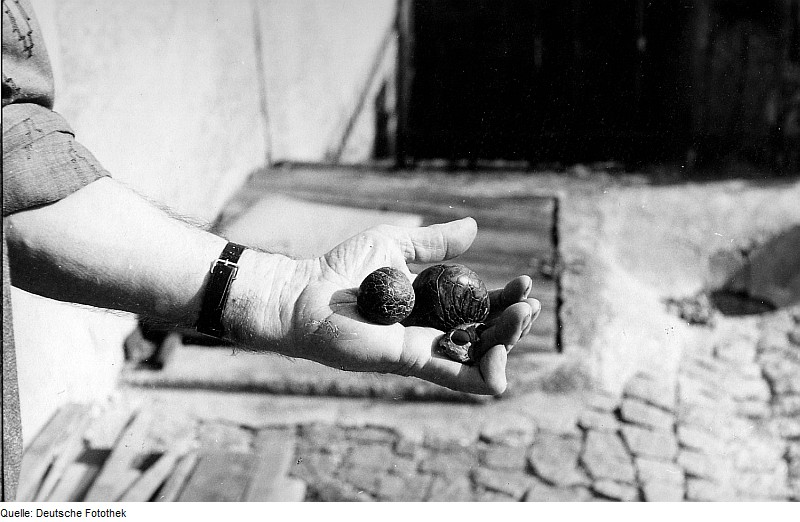
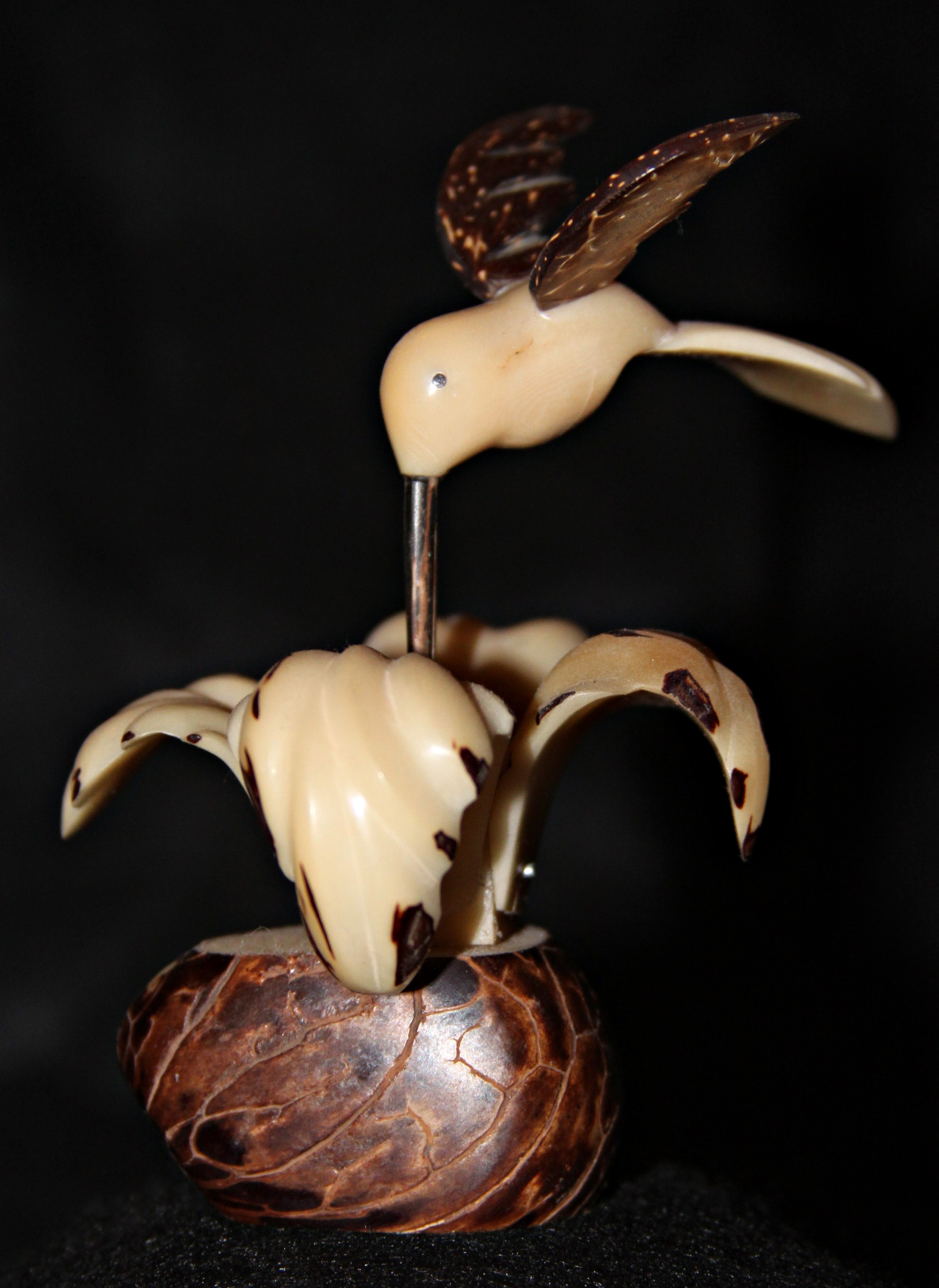
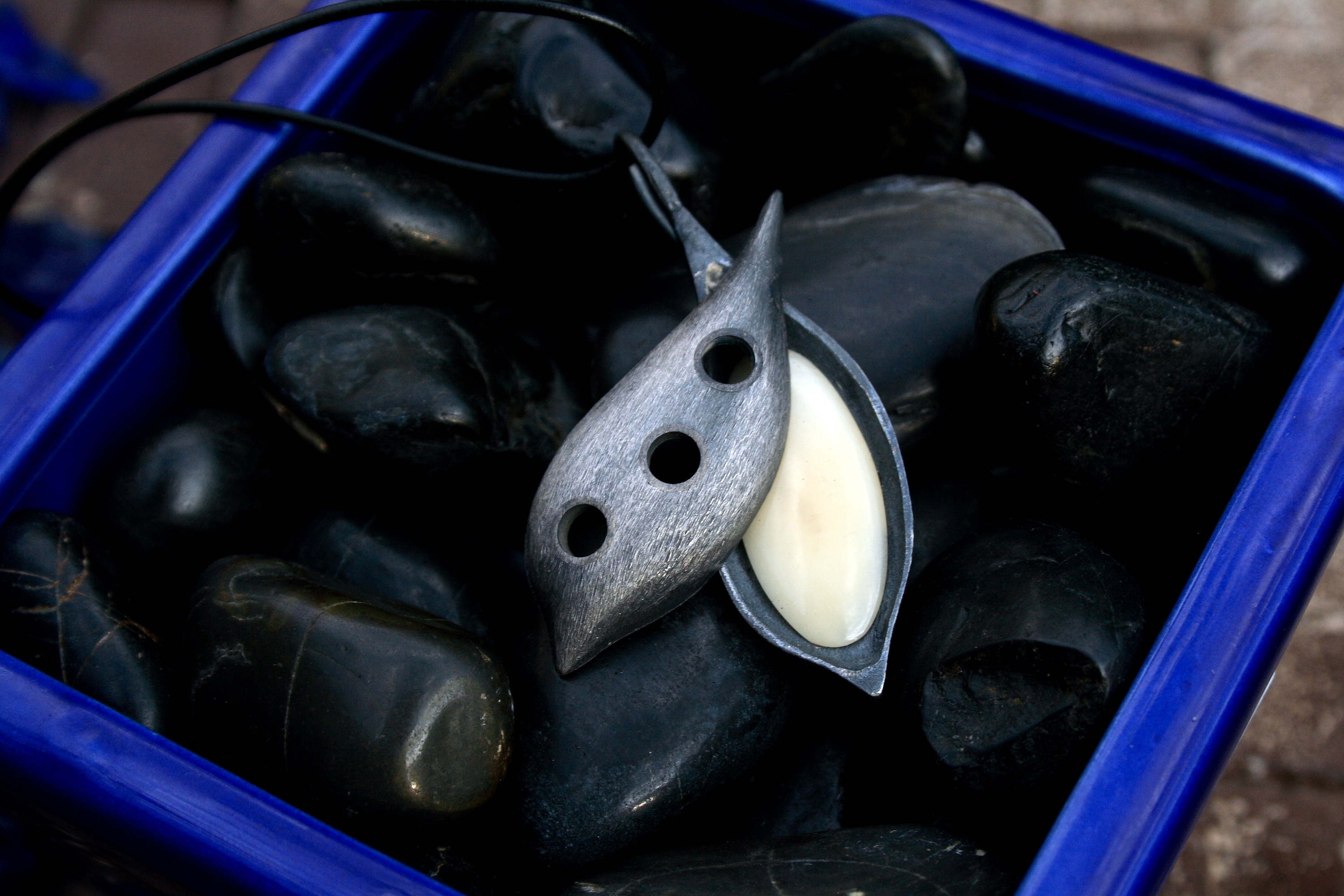